# Alexandru Vlahuță

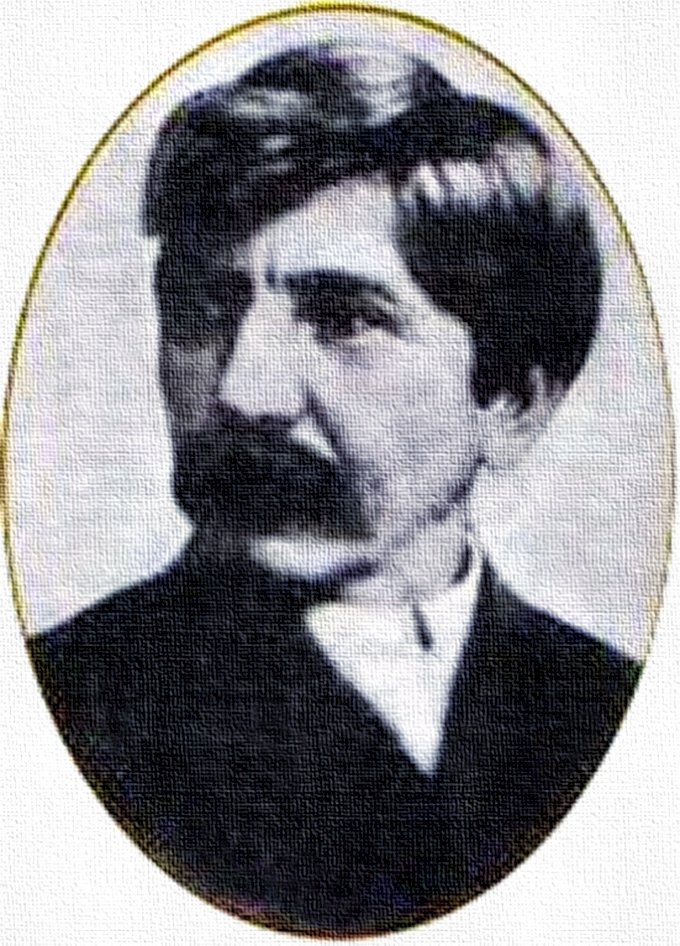
Alexandru Vlahuță

Alexandru Vlahuță (* 5. September 1858 in Pleșești; † 19. November 1919 in Bukarest) war ein rumänischer Schriftsteller und Mitglied der Rumänischen Akademie.

## Biographie

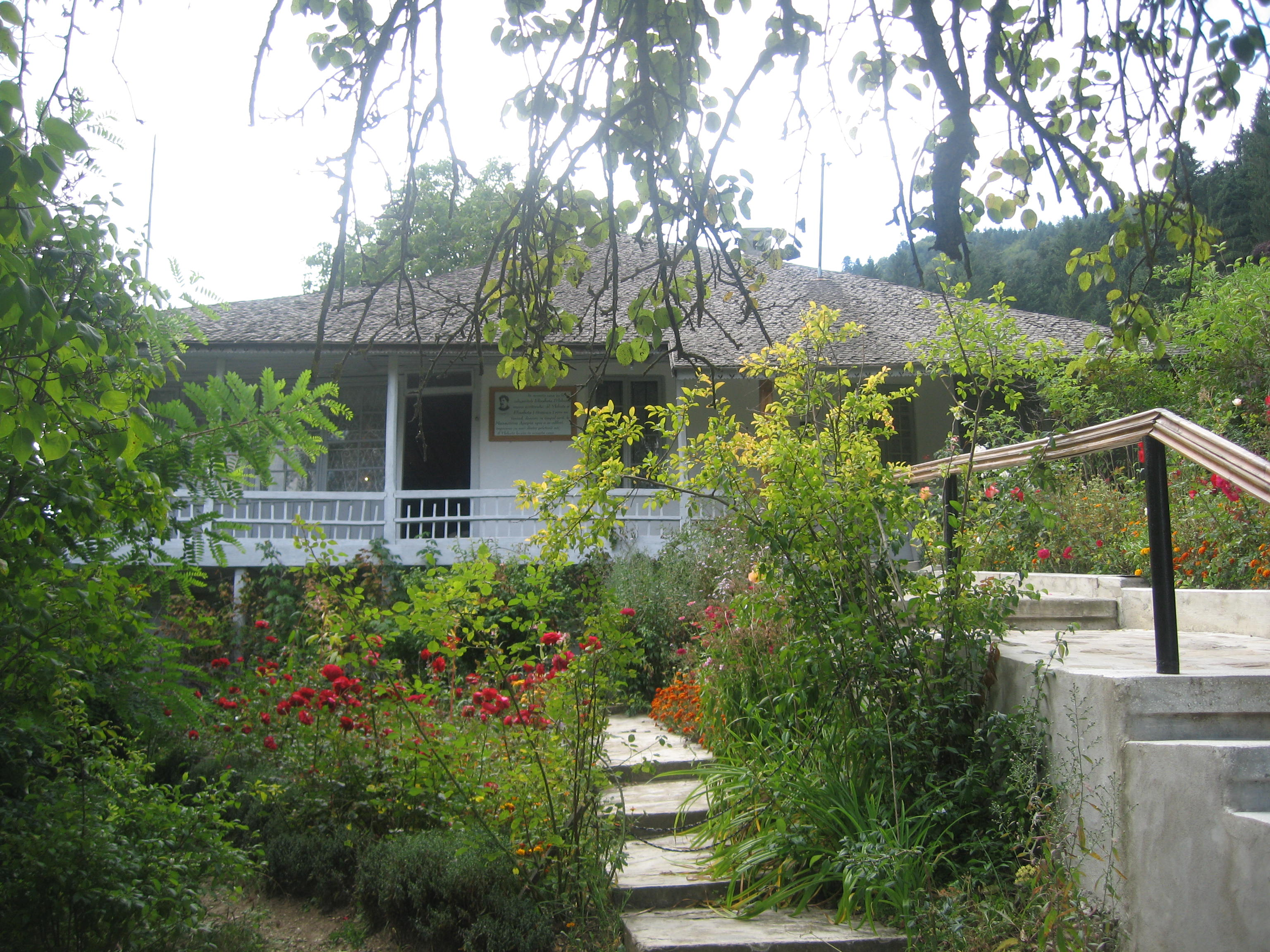
Museum Alexandru Vlahuţă von Agapia

Vlahuță, der Sohn eines kleinen Grundbesitzers, besuchte zwischen 1867 und 1878 die Grundschule, im Anschluss das Gymnasium in Bârlad und bestand das Abitur 1879 in Bukarest. Im gleichen Jahr lernte er Mihai Eminescu kennen, mit dem ihn bis zu dessen frühem Tod eine enge Freundschaft verband. Sein begonnenes Jurastudium musste er aus Geldmangel abbrechen und er wurde Pädagoge. Nachdem er zuerst (1880–1882) in Târgoviște zum Lehrer für Latein und Rumänisch am Gymnasium „Văcărescu“ bestellt worden war, sodann an verschiedenen Bukarester Schulen unterrichtet hatte („Școala Normală a Societății pentru Învățătura Poporului Român“, „Azilul Elena Doamna“, „Liceul Sfântul Gheorghe“), wurde Alexandru 1888 Schulrat in den Bezirken Prahova und Buzău.
Von 1893 bis 1896 gab er zusammen mit George Coșbuc zuerst die Zeitschrift „Vieața“, 1901 „Sămănătorul“ heraus. Nebenbei arbeitete er als Referendar an der „Casa Școalelor“ (Haus der Schulen).
Während des Ersten Weltkriegs wohnte er mit seiner dritten Frau Ruxandra in Iași, später in Bârlad, wo er stets von angehenden Schriftstellern besucht wurde, die er anleitete.
Er bewohnte bis zu seinem Tod ein Häuschen in der Nähe des Klosters Agapia, in dem heute das Gedenkmuseum „Alexandru Vlahuță“ beheimatet ist. Dieses stellt persönliche Gegenstände, Möbel, Bücher seiner Bibliothek, Erstausgaben seiner Werke, Manuskripte des Autors, aber auch Gemälde des mit ihm befreundeten Malers Nicolae Grigorescu aus. Auch sein Testament, in dem er seine Frau bat, alle seine Manuskripte zu verbrennen und das Vermögen zwischen ihr und den zwei Töchtern aufzuteilen, ist dort aufbewahrt.
Am 28. Oktober 1948 wurde er neben anderen berühmten rumänischen Literaten wie Mihai Eminescu, Ion Luca Caragiale und Ion Creangă post mortem als Ehrenmitglied in die „Rumänische Akademie“ aufgenommen.
Heute führen das Humanistische Gymnasium in Bârlad, das „Colegiul Național“ in Râmnicu Sărat sowie zahlreiche weitere Schulen und Straßen seinen Namen.

## Literarisches Schaffen
1880 debütiert er als Poet in der Zeitschrift „Convorbiri literare“. Während seiner Lehrertätigkeit machte er sich einen Namen als Schriftsteller mit „Nuvele“ (1886), „Poezii“ (1887), „Din goana vietii“ (1892) und „Icoane sterse“ (1893), auch veröffentlichte er viele Werke (Skizzen, Erzählungen, Novellen) auf den Seiten des „Sămănătorul“.
Ab 1887 geriet er in Konflikt mit der Academia Română, da ihm sowohl sein Prosawerk „Nuvele“ wie auch der Gedichtband „Poezii“ – trotz starker Befürwortung durch Coșbuc – nicht den Preis „Eliade Rădulescu“ einbrachten. Folglich weigerte er sich auch 1893 als korrespondierendes Mitglied für die Akademie tätig zu werden. Wegen dieser Ablehnung wurde ein weiterer Roman, nämlich „În vâltoare“ (1896) nicht prämiiert. Lediglich drei Werke wurden gewürdigt: „Clipe de liniște“ mit dem Preis „Năsturel Herescu“, „România pitorească“, und „Poezii 1880–1915“ mit dem „Großen Preis der Rumänischen Akademie“.
Sein wohl bekanntestes Werk war „România pitorească“ (1901), von dem der spätere Historiker und Literaturkritiker Dumitru Micu sagte, es handle sich hierbei um einen kommentierten geographischen Atlas, geprägt von einer großen Liebe zur Heimat. 1910 widmete er seinem Malerfreund Grigorescu eine lyrische Monographie (1910). Er wollte noch eine Monographie über Ion Luca Caragiale sowie eine Fortsetzung seines Romanes „Dan“ schreiben, doch kam er nicht mehr dazu.
Vlahuţă versuchte nicht nur den Schreibstil zu erneuern oder junge Talente zu entdecken, vielmehr empfand er sich als Künstler, die er verantwortlich für die Kultivierung der Ideen machte. Ein häufig von ihm zitierter Spruch lautet: Un om care nu muncește nu știe să prețuiască munca altuia. (Ein Mensch, der nicht arbeitet, weiß nicht, die Arbeit eines anderen wertzuschätzen.)

## Werke (Auswahl)

### Prosa
- 1886 Nuvele, 261 S.
- 1890 După Eminescu, 194 S.
- 1892 Din goana vieții
- 1894 Dan, 336 S.
- 1895 Un an de luptă, 248 S.
- 1895 Icoane șterse (Nuvele și amintiri)
- 1896 În vâltoare – Nuvele și impresii, 221 S.
- 1899 Clipe de liniște
- 1901 România pitorească, 330 S.
- 1908 Din trecutul nostru, 126 S.
- 1908 Din durerile lumii
- 1909 File Rupte, 260 S.
- 1910 Pictorul N. I. Grigorescu

### Lyrik
- 1887 Poezii
- 1894 Poezii vechi și nouă, 143 S.
- 1896 Iubire (1888–1895), 233 S.
- 1904 Poezii (1880–1904)
- 1909 Poezii (1880–1908), 288 S.
- 1911 La gura sobei, 282 S.
- 1914 Dreptate, 251 S.
- 1915 Poezii (1880–1915)